# Sellnäs IF
Sellnäs IF, även Sellnäs Idrottsförening, är en svensk idrottsförening från Sellnäs strax söder om Borlänge.  

## Historik
Sellnäs IF grundades som Sellnäs Idrottsförening den 8 augusti 1922. Från början var föreningens huvudidrott fotboll men genom åren har föreningen haft verksamhet inom längdskidåkning, gymnastik, bandy, orientering, friidrott och ishockey. 